# Skewb Diamond

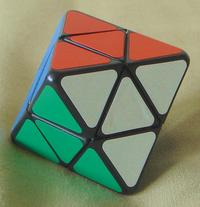
Een Skewb Diamond.

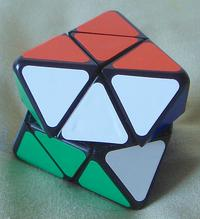
Een Skewb Diamond.

De Skewb Diamond is een variant op de Rubiks kubus in de vorm van een octaëder. Het heeft 14 beweegbare onderdelen waarmee 138.240 combinaties mogelijk zijn. De Skewb Diamond heeft 6 hoekstukken en 8 driehoekige middenstukken. Elk onderdeel kan gedraaid worden ten opzichte van de andere stukken. Het is een zogeheten deep-cut puzzel: de rotatie-assen delen de puzzel in tweeën.